# (454409) Markusloose
(454409) Markusloose est un astéroïde de la ceinture principale.

## Description
(454409) Markusloose est un astéroïde de la ceinture principale. Il fut découvert le 25 mai 2010 aux États-Unis par le programme WISE. Il présente une orbite caractérisée par un demi-grand axe de 2,56 UA, une excentricité de 0,08 et une inclinaison de 14,3° par rapport à l'écliptique.